# Takuya Kimura

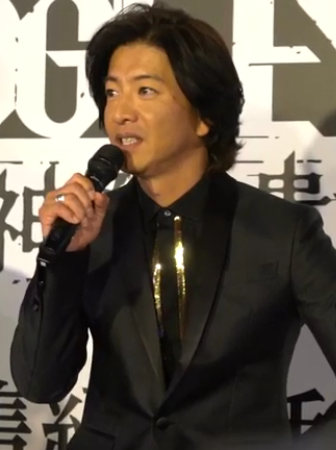
Takuya Kimura (2018)

Takuya Kimura (jap. 木村拓哉, Kimura Takuya; * 13. November 1972 in der Präfektur Tokio), Spitzname Kimutaku, ist ein japanischer Sänger und Schauspieler. Viele der TV-Dorama, in denen er aufgetreten ist, wurden überaus erfolgreich. Zudem war er von 1988 bis 2016 Mitglied der J-Pop-Gruppe SMAP.

## Karriere
1987 schickte ein Verwandter eine Bewerbung an die Talentschmiede Johnny & Associates, die sich darauf spezialisiert hat, gutaussehende junge Männer zu Teen Idols auszubilden. Er wurde in Johnny’s Juniors genommen und Mitglied in der Gruppe Skate Boys. Skate Boys war eine 12-köpfige Backup-Dancer-Truppe für Hikaru Genji, eine sehr erfolgreiche Gruppe zur damaligen Zeit. 1988 wurde schließlich die Boyband SMAP gegründet: Masahiro Nakai, Takuya Kimura, Gorō Inagaki, Katsuyuki Mori, Tsuyoshi Kusanagi, Shingo Katori; Katsuyuki Mori verließ die Band allerdings Mitte der 90er Jahre, um Rennfahrer zu werden.
1991 brachten SMAP die erste Single Can’t Stop!! ~Loving. auf den Markt. Der Erfolg ließ jedoch zu wünschen übrig. Auch das erste Konzert blieb halb leer. Trotzdem gewannen SMAP immer mehr an Popularität – zwar nicht durch ihr Singen, aber durch ihre TV Show 愛ラブSMAP, Ai rabu SMAP (etwa Love Love SMAP) und durch ihre Rollen in TV-Doramas.
1993 kam der Durchbruch für Kimura. Er spielt eine Hauptrolle im Drama Asunaro Hakusho (あすなろ白書). Die Serie basiert auf einem damals sehr erfolgreichen Manga gleichen Namens und wurde ebenfalls ein großer Erfolg.
1996 wird die Serie Long Vacation ein Riesenerfolg. Kimura spielt den schüchternen Pianisten Sena, dessen Mitbewohner vor seiner Hochzeit mit einer anderen durchbrennt. Die verlassene Braut (Yamaguchi Tomoko) kommt, um ihren Bräutigam zur Hochzeit abzuholen, findet aber den jungen Sena alleine. Die Hochzeit fällt ins Wasser, sie hat aber bereits ihre Wohnung gekündigt und erpresst daher Sena, sie bei sich einziehen zu lassen. Allmählich verlieben sie sich ineinander.
Im selben Jahr wird zum ersten Mal die neue wöchentliche Unterhaltungsshow SMAPxSMAP ausgestrahlt, die zur weiteren Beliebtheit der Band beiträgt. SMAPxSMAP lief erfolgreich bis 2016 und hatte eine breite Fangemeinde. Im ersten Teil der Show wurde im Bistro SMAP jede Woche ein Prominenter eingeladen, der beim Bistro-Besitzer Masahiro Nakai eine „Bestellung“ aufgibt. Die anderen SMAP Mitglieder liefern sich dann in 2er Gruppen ein „Kochduell“, dessen Gewinner der Prominente zum Schluss küren muss. Als internationale Gäste waren Richard Gere, Cameron Diaz, Jackie Chan, Michael Jackson, O-Zone und viele andere zu Gast.
Im November 1999 wurde er der erste asiatische Werbeträger für die Levi’s Jeans Company, nachdem er von 1994 bis 1998 in ununterbrochener Reihenfolge zum Best Jeanist, dem besten Jeansträger des Jahres, gekürt wurde. Die Auszeichnung Best Jeanist wird von japanischen Jeansherstellern jährlich an Künstler verliehen.
Im Jahr 2000 kündigt er seine Hochzeit mit einem anderen Idol, Shizuka Kudō von Onyanko Club, an. Er hat mit ihr zwei Töchter – Kokomi und Mitsuki. Seine erfolgreiche Karriere in TV-Doramas setzt er 2000 mit Beautiful Life fort – es folgten Erfolgsserien wie 2001 Hero, Sora kara furu ichioku no hoshi, Good Luck!!,Pride und ENGINE.
2004 hatte er zum ersten Mal eine Rolle in einem internationalen Film. Er spielte mit Zhang Ziyi, Gong Li und Faye Wong – wenn auch eine kleine Rolle ohne Text – in 2046 von Wong Kar-wai mit. Ebenfalls 2004 sprach er Hauro (Howl) in Hayao Miyazakis Das wandelnde Schloss. Im Juli 2006 strahlte Fuji TV ein Zwei-Stunden-Special von HERO aus. Kimura trat mit der alten Besetzung wieder als Staatsanwalt Kōhei Kuryū auf. Im abschließenden Teil von Yōji Yamadas „Samurai-Trilogie“, dem 2006 veröffentlichten Werk Love and Honor – Bushi no ichibun, spielte Kimura die Hauptrolle eines blinden Samurai zur Edo-Zeit. Im Jahr 2008 spielte er die Rolle des Shitaro im Film I Come with the Rain, indem Josh Hartnett die Hauptrolle innehat.

## Diskografie

### Studioalben
| Jahr | Titel            | Höchstplatzierung, Gesamtwochen, AuszeichnungChartsChartplatzierungen (Jahr, Titel, Platzierungen, Wochen, Auszeichnungen, Anmerkungen) | Anmerkungen                           |
| Jahr | Titel            | JP | Anmerkungen                           |
| ---- | ---------------- | --- | ------------------------------------- |
| 2020 | Go With the Flow | JP1 Gold · (20 Wo.)JP | Erstveröffentlichung: 8. Januar 2020  |
| 2022 | Next Destination | JP1 Gold · (11 Wo.)JP | Erstveröffentlichung: 19. Januar 2022 |
| 2024 | See You There    | JP1 (5 Wo.)JP | Erstveröffentlichung: 14. August 2024 |

## Dorama
- A life TBS (2017)
- I’m Home TV Asahi (2015)
- Ando Lloyd - A.I. knows love? TBS (2013)
- Priceless Fuji TV (2012)
- Nankyoku Tairiku ~Kami no Ryouiki ni Idomunda Otoko to Inu no Monogatari~ TBS (2011)
- Tsuki no Koibito Fuji TV (2010)
- Mr. Brain TBS (2009)
- Change! Fuji TV (2008)
- Karei naru Ichizoku TBS (2007)
- Hero SP Fuji TV (2006)
- Saiyuuki Fuji TV (2006, Ep 1)
- Engine Fuji TV (2005)
- Love and Dreams (2005)
- Pride Fuji TV (2004)
- Good Luck!! TBS (2003)
- Sora Kara Furu Ichioku no Hoshi Fuji TV (2002)
- Chuushingura 1/47 Fuji TV (2001)
- Hero Fuji TV (2001)
- Food Fight NTV (2000)
- Beautiful Life TBS (2000)
- Konya wa eigyouchu Fuji TV (1999)
- Nemureru Mori Fuji TV (1998)
- Oda Nobunaga (1998)
- Love Generation Fuji TV (1997)
- Gift Fuji TV (1997)
- Ii Hito Fuji TV (1997)
- Boku ga boku de aru tame ni Fuji TV (1997)
- Kyousoukyoku TBS (1996)
- Long Vacation Fuji TV (1996)
- Furuhata Ninzaburo 1 Fuji TV (1996)
- Jinsei wa joujoda TBS (1995)
- Wakamono no subete Fuji TV (1994)
- Asunaro hakusho Fuji TV (1993)
- Sono toki haatowa nusumareta Fuji TV (1992)
- Otouto TBS (1990)

## Film
- Hit the Goal!
- Kimi wo Wasurenai (Junichiro Ueda) (1995)
- Das wandelnde Schloss (Sprecher) (2004)
- Pride (2004)
- 2046 (Tak) (2004)
- Hero (2007)
- I Come with the Rain (Shitaro) (2008)
- Space Battleship Yamato (2010)
- Hero (2015)
- Blade of the Immortal (2017)
- Der Schwarm (Fernsehserie, 2023)

## Auszeichnungen
- 1994 7. Ishihara Yujiro Award - Bester Newcomer (Film: Shoot - Hit the Goal)
- 1994 Erandooru Preis - Bester Newcomer (Film: Shoot - Hit the Goal)
- 1994 11. Best Jeanist
- 1995 31. Galaxy Award - Lobende Erwähnung (TV-Dorama: Wakamono no subete)
- 1995 12. Best Jeanist
- 1996 13. Best Jeanist
- 1997 14. Best Jeanist
- 1998 15. Best Jeanist
- 1999 Housou Bunka Kikin Award - Beste männliche Rolle (Dorama: Beautiful Life)